# Sommancourt
Sommancourt település Franciaországban, Haute-Marne megyében. Lakosainak száma 55 fő (2022. január 1.). Sommancourt Fays, Magneux, Maizières, Troisfontaines-la-Ville és Valleret községekkel határos.

## Népesség
A település népessége az elmúlt években az alábbi módon változott:
| Lakosok száma | 86   | 64   | 58   | 51   | 63   | 66   | 68   | 60   | 56   | 55   |
|               | 1968 | 1982 | 1990 | 2006 | 2013 | 2015 | 2017 | 2019 | 2020 | 2022 |